# نضال الأشقر
نضال الأشقر (25 مارس 1934) فنانة مسرحية لبنانية لعبت في الستينات والسبعينات دوراً أساسياً في تحريك الفن المسرحي
اللبناني والعربي محاولة لتحديثها وتجديد تعبيراتها ولغتها وأدواتها. أسست مع مجموعة من الفنانين اللبنانيين «محترف بيروت للمسرح» ومع فنانين عرب أسست فرقة «الممثلون العرب» التي جالت في عروضها مختلف البلاد العربية والأوروبية.
في 25 يوليو 2020 م تم اختيارها عضواً، في مجلس إدارة هيئة المسرح والفنون الأدائية التابع لوزارة الثقافة في السعودية.

## أعمالها

### تمثيل مسرحي
- «السرير الرباعي الأعمدة» إخراج شكيب خوري.
- «رومولوس الكبير» إخراج ريمون جبارة.
- «الآنسة».
- «طبعة خاصة».
- «المفتش العام»، 1966.
- «مجدلون 1» و«مجدلون 2».
- «كارت بلانش».
- «إضراب الحرامية».
- «إزار».
- «مرجان ياقوت والتفاحة».
- «البكرة» إخراج فؤاد نعيم، تاليف بول شاوول، 1973.
- «المتمردة» إخراج فؤاد نعيم وتعريب بول شاوول، 1975.
- «ألف ليلة وليلة في سوق عكاظ» (تأسيس فرقة الممثلون العرب -إخراج الطيب الصديقي، فكرة نضال الأشقر وكتابة د.وليد سيف.
- "الحلبة إخراج فؤاد نعيم وكتابة بول شاوول، 1992.

كما مثلت ادواراً عديدة في اللغتين الفرنسية والإنكليزية في فرنسا ولبنان.

### إخراج مسرحي
- إخراج مسرحية «طقوس الإشارات والتحولات» تأليف سعدالله ونوس، 1996.
- إخراج مسرحية «3 نسوان طوال» لـ إدوارد ألبي، 1999.
- إخراج مسرحية «منمنمات تاريخية» تأليف سعدالله ونوس، 2000.

### أعمال تلفزيونية
- «جارية من نيسبور»،
- «نساء عاشقات»،
- «تمارا»،
- «زنوبيا ملكة تدمر»،
- «صبح والمنصور»،
- «شجرة الدر»،
- «المعتمد بن عباد»،
- «حرب البسوس»،
- «الأنيس والجليس»،
- «رماد وملح»

### الأعمال السينمائية
- «الأجنحة المتكسرة» لجبران خليل جبران[4]
- «السيد التقدمي» إخراج نبيل المالح
- «سيدة فرنسية» باللغة الفرنسية للمخرج فارنييه
- «ساحة فاندوم» للمخرجة الفرنسية نيكول غار 1999

### التحكيم
- مهرجان الكويت المسرحي الثالث، 1999
- المهرجان المسرحي السادس لدول مجلس التعاون الخليجي - سلطنة عمان 1999
- مهرجان بيروت السينمائي 1999
- مهرجان القاهرة الدولي للمسرح التجريبي - الدورة التاسعة 1997
- مهرجان الفيلم العربي - باريس 1997
- «أستديو الفن» - 2001

### الأوسمة
- «الوسام الوطني للفنون والآداب برتبة فارس» الفرنسي
- «وسام الثقافة العالي» من قبل فخامة رئيس الجمهورية التونسية
- جائزة مهرجان القاهرة للمسرح التراثي 1994
- جائزة مهرجان قرطاج 1984 و 1986
- كرمت في مهرجان القاهرة الدولي للمسرح التجريبي عام 1999
- جائزة تاج العنقاء العالمية.[5]

### المناصب
- رئيسة تجمع النهضة النسائية 1998*
- عضو في اللجنة الإعلامية للمجلس النسائي اللبناني 1999
- عضو فخري في جمعية مركز خليل السكاكيني الثقافي 1998
- مؤسسة ورئيسة مجلس إدارة مسرح المدينة 1994
- مدير عام ونائب رئيس مهرجانات بيروت 1994
- عضو في جمعية صيدا التراث والبيئة 1994
- عضو في «مجلس أمناء منظمة الطفل العربي». العزيز 19

## وصلات خارجية
- نضال الأشقر على موقع IMDb (الإنجليزية)
- نضال الأشقر على موقع قاعدة بيانات الفيلم (الإنجليزية)
- نضال الأشقر نعيم - يا بيروت
- نضال الأشقر - موقع المبدعون العرب